# Sepp Wildgruber
Sepp Wildgruber est un skieur alpin allemand né le 1er janvier 1959 à Oberaudorf.

## Coupe du Monde
- Meilleur classement final: 28e en 1985.
- Meilleur résultat: 2e.